# Juan «Pollo» Raffo
Juan Pollo Raffo (Buenos Aires, 1959) es un músico tecladista argentino. Integró la banda de Juan Carlos Baglietto (1983-1988 y 1992) y se desempeñó como tecladista y/o arreglista de Soda Stereo, Los Piojos, Vox Dei, Miguel Cantilo, Los Ratones Paranoicos, Manuel Wirzt, etc. Ha participado en la realización de más de cincuenta álbumes.

## Estudios[1]
- 1972-1976: Escuela de Música del Colegio Ward, dirigida por Rubén Urcola. Participa en la banda sinfónica tocando el saxo alto y como pianista en el combo de jazz.
- 1977-1979: Conservatorio Municipal de la Ciudad de Buenos Aires “Manuel de Falla”, primer ciclo superior. Estudios de piano con Roberto Brando, práctica coral con Violeta Hemsy de Gaínza y ensamble con Sebastián Piana.
- 1979-1982: Lecciones particulares de composición tradicional con Enrique Cipolla, y de composición y arreglos de jazz con Juan Carlos Cirigliano. Recibió un Premio Konex de Platino en 2015 en el rubro "Instrumental/Fusión".

## Discografía seleccionada

### Propios
- 1987: El Güevo, Circe
- 1991: Monos con Navajas, Monos con Navajas, Epsa
- 1994: Monos con Navajas II, Monos con Navajas, Taxi
- 2003: Noventa/Noventa y Cinco, Monos con Navajas, Pai
- 2006: Guarda que Viene el Tren. Música de Flores Vol. 1, Pai
- 2010: Diatónicos Anónimos. Música de Flores Vol. 2, Pai
- 2011: El Güevo, Cool du Monde
- 2013: Al Sur del Maldonado. Música de Flores Vol. 3, Pai
- 2016: Brindis. Música de Flores Vol. 4, Pai
- 2018: Trigémino, Trampas para Engañar, Viajero Inmóvil
- 2019: Llueve Sobre la Biblioteca Nacional. Música de Flores Vol. 5, Pai

### ConJuan Carlos Baglietto
- 1985: Modelo para armar
- 1986: Acné
- 1988: ¡Mami!

### ConManuel Wirzt
- 1985: Grandes éxitos
- 1986: Funcionamiento
- 1975: Manuel Wirtz
- 1994: Magia, ganador del premio ACE al mejor disco solista masculino
- 1996: Una razón
- 1996: Cielo y tierra

### ConVox Dei
- 1986: La Biblia, grabado en vivo en el Teatro Ópera
- 1996: El regreso de la leyenda, grabado en vivo en el Teatro Ópera
- 1997: La Biblia, nueva versión

### ConLos Ratones Paranoicos
- 1988: Los chicos quieren rock
- 1994: Éxtasis vivo, grabado en vivo en el Estadio Obras
- 1996: Planeta paranoico

### ConMiguel Cantilo
- 1992: Canciones para vivir mejor
- 1998: De amores y pasiones
- 2003: Sudamérica va
- 2004: Clásicos

### ConLos Piojos
- 1998: Azul
- 1999: Ritual
- 2002: Huracanes de luna plateada
- 2003: Máquina de sangre
- 2007: Civilización

### Con otros artistas
- 1984: Por la vida, María Rosa Yorio
- 1986: Signos, Soda Stereo.
- 1987: Fontova presidente, Fontova
- 1991: Encuentros insolentes, Marcelo Boccanera
- 1992: Tal para cual, Roque Narvaja
- 1995: Corazón en llamas, JAF.
- 1997: Estampitas, Jairo
- 2002: Vengo del placard de otro, Divididos
- 2005: Por favor, perdón y gracias, León Gieco
- 2006: Ahora es nuestra la ciudad, grabado en vivo en el Estadio Obras, Los Gardelitos
- 2010: Historias perdidas (capítulo V), El Bordo.
- 2015: Las Reglas, ChauCoco!.

## Televisión
| Año  | Título              | Canal |
| ---- | ------------------- | ----- |
| 1993 | No te quedes afuera | ATC   |

## Títulos académicos[1]
- 2000: «master of arts en composición», Universidad de Nueva York (Nueva York), título de posgrado realizado a partir de una beca Fulbright en 1998. Estudios de composición con Jim McNeely, Marc Consoli, Mike Holober y Justin Dello Joio.
- 1989: diploma en «composición de jazz», del Berklee College of Music (Boston), graduado summa cum laude; realizado a partir de una beca en el Berklee Summer School en Buenos Aires de 1987. Estudios de composición con Ken Pullig, arreglos con Herb Pomeroy, piano con Ray Santisi e improvisación con Ed Tomassi y Gary Burton. Además, realizó una intensa actividad extracurricular, escribiendo y tocando para los ensambles más destacados de la escuela: the Berklee Concert Jazz Orchestra (dirigida por Herb Pomeroy), the Rainbow Band (dirigida por Phil Wilson) y the Brian Lewis Big Band.